# Chrysopa everina
Chrysopa everina är en insektsart som beskrevs av Banks 1946. Chrysopa everina ingår i släktet Chrysopa och familjen guldögonsländor. Inga underarter finns listade i Catalogue of Life.